# Badminton ai Giochi della XXX Olimpiade - Singolo maschile
Le gare del singolare maschile di badminton delle Olimpiadi 2012 si terranno dal 28 luglio al 5 agosto alla Wembley Arena.

## Formato
Le gare iniziano con un turno preliminare: gli atleti sono divisi in gruppi e ognuno sfida gli avversari del gruppo. I 16 vincitori accedono alla fase a eliminazione diretta.

## Teste di serie
1. Lee Chong Wei
2. Lin Dan
3. Chen Long
4. Chen Jin
5. Peter Gade
6. Shō Sasaki
7. Lee Hyun-il
8. Kenichi Tago (girone eliminatorio)

1. Simon Santoso
2. Nguyen Tien Minh (girone eliminatorio)
3. Taufik Hidayat
4. Jan Ø. Jørgensen
5. Shon Wan-ho
6. Marc Zwiebler
7. Rajiv Ouseph (girone eliminatorio)
8. Wong Wing Ki

## Medagliere
| Evento           | Oro     | Argento       | Bronzo    |
| Singolo maschile | Lin Dan | Lee Chong Wei | Chen Long |

## Risultati

### Fase ad eliminazione diretta
| Primo turno | Primo turno        | Primo turno | Primo turno | Primo turno |  |    | Quarti di finale  | Quarti di finale | Quarti di finale | Quarti di finale | Quarti di finale |  |  | Semifinali | Semifinali    | Semifinali | Semifinali | Semifinali |  |                           | Finale Medaglia d'Oro     | Finale Medaglia d'Oro     | Finale Medaglia d'Oro     | Finale Medaglia d'Oro     | Finale Medaglia d'Oro |
|             |                    |             |             |             |  |    |                   |                  |                  |                  |                  |  |  |            |               |            |            |            |  |                           |                           |                           |                           |                           |                       |
| A1          | Lee Chong Wei      | 21          | 21          |             |  |    |                   |                  |                  |                  |                  |  |  |            |               |            |            |            |  |                           |                           |                           |                           |                           |                       |
| B1          | Simon Santoso      | 12          | 8           |             |  |    | A1                | Lee Chong Wei    | 21               | 21               |                  |  |  |            |               |            |            |            |  |                           |                           |                           |                           |                           |                       |
| C1          | Niluka Karunaratne | 14          | 21          | 9           |  | D1 | Parupalli Kashyap | 19               | 11               |                  |                  |  |  |            |               |            |            |            |  |                           |                           |                           |                           |                           |                       |
| D1          | Parupalli Kashyap  | 21          | 15          | 21          |  |    |                   |                  |                  |                  |                  |  |  | A1         | Lee Chong Wei | 21         | 21         |            |  |                           |                           |                           |                           |                           |                       |
| E1          | Chen Long          | 21          | 21          |             |  |    |                   |                  |                  |                  |                  |  |  | E1         | Chen Long     | 13         | 14         |            |  |                           |                           |                           |                           |                           |                       |
| F1          | Wong Wing Ki       | 17          | 17          |             |  |    | E1                | Chen Long        | 21               | 21               |                  |  |  |            |               |            |            |            |  |                           |                           |                           |                           |                           |                       |
| G1          | Peter Gade         | 21          | 21          |             |  | G1 | Peter Gade        | 16               | 13               |                  |                  |  |  |            |               |            |            |            |  |                           |                           |                           |                           |                           |                       |
| H1          | Shon Wan-ho        | 9           | 16          |             |  |    |                   |                  |                  |                  |                  |  |  |            |               |            |            |            |  |                           | A1                        | Lee Chong Wei             | 21                        | 10                        | 19                    |
| I1          | Jan Ø. Jørgensen   | 17          | 13          |             |  |    |                   |                  |                  |                  |                  |  |  |            |               |            |            |            |  |                           | P1                        | Lin Dan                   | 15                        | 21                        | 21                    |
| J1          | Lee Hyun-il        | 21          | 21          |             |  |    | J1                | Lee Hyun-il      | 21               | 21               |                  |  |  |            |               |            |            |            |  |                           |                           |                           |                           |                           |                       |
| K1          | Marc Zwiebler      | 21          | 12          | 9           |  | L1 | Chen Jin          | 15               | 16               |                  |                  |  |  |            |               |            |            |            |  |                           |                           |                           |                           |                           |                       |
| L1          | Chen Jin           | 19          | 21          | 21          |  |    |                   |                  |                  |                  |                  |  |  | J1         | Lee Hyun-il   | 12         | 10         |            |  |                           |                           |                           |                           |                           |                       |
| M1          | Kevin Cordón       | 21          | 10          |             |  |    |                   |                  |                  |                  |                  |  |  | P1         | Lin Dan       | 21         | 21         |            |  |                           |                           |                           |                           |                           |                       |
| N1          | Shō Sasaki         | 23          | 21          |             |  |    | N1                | Sho Sasaki       | 12               | 21               | 16               |  |  |            |               |            |            |            |  | Finale Medaglia di Bronzo | Finale Medaglia di Bronzo | Finale Medaglia di Bronzo | Finale Medaglia di Bronzo | Finale Medaglia di Bronzo |                       |
| O1          | Taufik Hidayat     | 9           | 12          |             |  | P1 | Lin Dan           | 21               | 16               | 21               |                  |  |  |            |               |            |            |            |  | E1                        | Chen Long                 | 21                        | 15                        | 21                        |                       |
| P1          | Lin Dan            | 21          | 21          |             |  |    |                   |                  |                  |                  |                  |  |  |            |               |            |            |            |  |                           | J1                        | Lee Hyun-il               | 12                        | 21                        | 15                    |

### Fase a gruppi

#### Gruppo A
| Atleta        | Pt | G | V | P | SV | SP |
| ------------- | -- | - | - | - | -- | -- |
| Lee Chong Wei | 1  | 1 | 1 | 0 | 2  | 1  |
| Ville Lang    | 0  | 1 | 0 | 1 | 1  | 2  |

| 30 luglio     | 30 luglio | 30 luglio  |
| Atleta 1      | Punteggio | Atleta 2   |
| ------------- | --------- | ---------- |
| Lee Chong Wei | 2 - 1     | Ville Lang |

#### Gruppo B
| Atleta              | Pt | G | V | P | SV | SP |
| ------------------- | -- | - | - | - | -- | -- |
| Simon Santoso       | 2  | 2 | 2 | 0 | 4  | 0  |
| Raul Must           | 1  | 2 | 1 | 1 | 2  | 2  |
| Michael Lahnsteiner | 0  | 2 | 0 | 2 | 0  | 4  |

| Atleta 1            | Punteggio | Atleta 2            |
| 28 luglio           | 28 luglio | 28 luglio           |
| ------------------- | --------- | ------------------- |
| Michael Lahnsteiner | 0 - 2     | Raul Must           |
| 29 luglio           |           |                     |
| Simon Santoso       | 2 - 0     | Raul Must           |
| 30 luglio           |           |                     |
| Simon Santoso       | 2 - 0     | Michael Lahnsteiner |

#### Gruppo C
| Atleta             | Pt | G | V | P | SV | SP |
| ------------------ | -- | - | - | - | -- | -- |
| Niluka Karunaratne | 1  | 1 | 1 | 0 | 2  | 0  |
| Kenichi Tago       | 0  | 1 | 0 | 1 | 0  | 2  |

| 30 luglio    | 30 luglio | 30 luglio          |
| Atleta 1     | Punteggio | Atleta 2           |
| ------------ | --------- | ------------------ |
| Kenichi Tago | 0 - 2     | Niluka Karunaratne |

#### Gruppo D
| Atleta            | Pt | G | V | P | SV | SP |
| ----------------- | -- | - | - | - | -- | -- |
| Parupalli Kashyap | 2  | 2 | 2 | 0 | 4  | 0  |
| Nguyen Tien Minh  | 1  | 2 | 1 | 1 | 2  | 3  |
| Yuhan Tan         | 0  | 2 | 0 | 2 | 1  | 4  |

| Atleta 1          | Punteggio | Atleta 2          |
| 28 luglio         | 28 luglio | 28 luglio         |
| ----------------- | --------- | ----------------- |
| Parupalli Kashyap | 2 - 0     | Yuhan Tan         |
| 29 luglio         |           |                   |
| Nguyen Tien Minh  | 2 - 1     | Yuhan Tan         |
| 31 luglio         |           |                   |
| Nguyen Tien Minh  | 0 - 2     | Parupalli Kashyap |

#### Gruppo E
| Atleta          | Pt | G | V | P | SV | SP |
| --------------- | -- | - | - | - | -- | -- |
| Chen Long       | 1  | 1 | 1 | 0 | 2  | 0  |
| Boonsak Ponsana | 0  | 1 | 0 | 1 | 0  | 2  |

| 29 luglio | 29 luglio | 29 luglio       |
| Atleta 1  | Punteggio | Atleta 2        |
| --------- | --------- | --------------- |
| Chen Long | 2 - 0     | Boonsak Ponsana |

#### Gruppo F
| Atleta         | Pt | G | V | P | SV | SP |
| -------------- | -- | - | - | - | -- | -- |
| Wong Wing Ki   | 2  | 2 | 2 | 0 | 4  | 0  |
| Brice Leverdez | 1  | 1 | 1 | 0 | 2  | 2  |
| Edwin Ekiring  | 0  | 2 | 0 | 2 | 0  | 4  |

| Atleta 1      | Punteggio | Atleta 2       |
| 28 luglio     | 28 luglio | 28 luglio      |
| ------------- | --------- | -------------- |
| Edwin Ekiring | 0 - 2     | Brice Leverdez |
| 30 luglio     |           |                |
| Wong Wing Ki  | 2 - 0     | Brice Leverdez |
| 31 luglio     |           |                |
| Wong Wing Ki  | 2 - 0     | Edwin Ekiring  |

#### Gruppo G
| Atleta        | Pt | G | V | P | SV | SP |
| ------------- | -- | - | - | - | -- | -- |
| Peter Gade    | 1  | 1 | 1 | 0 | 2  | 0  |
| Pedro Martins | 0  | 1 | 0 | 1 | 0  | 2  |

| 30 luglio  | 30 luglio | 30 luglio     |
| Atleta 1   | Punteggio | Atleta 2      |
| ---------- | --------- | ------------- |
| Peter Gade | 2 - 0     | Pedro Martins |

#### Gruppo H
| Atleta          | Pt | G | V | P | SV | SP |
| --------------- | -- | - | - | - | -- | -- |
| Shon Wan-ho     | 2  | 2 | 2 | 0 | 4  | 0  |
| Vladimir Ivanov | 1  | 2 | 1 | 1 | 2  | 2  |
| Hsu Jen-hao     | 0  | 2 | 0 | 2 | 0  | 4  |

| Atleta 1        | Punteggio | Atleta 2        |
| 28 luglio       | 28 luglio | 28 luglio       |
| --------------- | --------- | --------------- |
| Shon Wan-ho     | 2 - 0     | Vladimir Ivanov |
| 31 luglio       |           |                 |
| Shon Wan-ho     | 2 - 0     | Hsu Jen-hao     |
| 30 luglio       |           |                 |
| Vladimir Ivanov | 2 - 0     | Hsu Jen-hao     |

#### Gruppo I
| Atleta           | Pt | G | V | P | SV | SP |
| ---------------- | -- | - | - | - | -- | -- |
| Jan Ø. Jørgensen | 2  | 2 | 2 | 0 | 4  | 0  |
| Derek Wong       | 1  | 2 | 1 | 1 | 2  | 2  |
| Misha Zilberman  | 0  | 2 | 0 | 2 | 0  | 4  |

| Atleta 1         | Punteggio | Atleta 2        |
| 28 luglio        | 28 luglio | 28 luglio       |
| ---------------- | --------- | --------------- |
| Jan Ø. Jørgensen | 2 - 0     | Misha Zilberman |
| 29 luglio        |           |                 |
| Misha Zilberman  | 0 - 2     | Derek Wong      |
| 31 luglio        |           |                 |
| Jan Ø. Jørgensen | 2 - 0     | Derek Wong      |

#### Gruppo J
| Atleta                   | Pt | G | V | P | SV | SP |
| ------------------------ | -- | - | - | - | -- | -- |
| Lee Hyun-il              | 1  | 1 | 1 | 0 | 2  | 0  |
| Rodrigo Pacheco Carrillo | 0  | 0 | 0 | 1 | 0  | 2  |

| 29 luglio   | 29 luglio | 29 luglio                |
| Atleta 1    | Punteggio | Atleta 2                 |
| ----------- | --------- | ------------------------ |
| Lee Hyun-il | 2 - 0     | Rodrigo Pacheco Carrillo |

#### Gruppo K
| Atleta                | Pt | G | V | P | SV | SP |
| --------------------- | -- | - | - | - | -- | -- |
| Marc Zwiebler         | 2  | 2 | 2 | 0 | 4  | 1  |
| Dmytro Zavads'kyj     | 1  | 2 | 1 | 1 | 3  | 2  |
| Mohamed Afjan Rasheed | 0  | 2 | 0 | 2 | 0  | 4  |

| Atleta 1              | Punteggio | Atleta 2              |
| 28 luglio             | 28 luglio | 28 luglio             |
| --------------------- | --------- | --------------------- |
| Marc Zwiebler         | 2 - 0     | Mohamed Afjan Rasheed |
| 30 luglio             |           |                       |
| Mohamed Afjan Rasheed | 0 - 2     | Dmytro Zavads'kyj     |
| 31 luglio             |           |                       |
| Marc Zwiebler         | 2 - 1     | Dmytro Zavads'kyj     |

#### Gruppo L
| Atleta           | Pt | G | V | P | SV | SP |
| ---------------- | -- | - | - | - | -- | -- |
| Chen Jin         | 1  | 1 | 1 | 0 | 2  | 0  |
| Przemysław Wacha | 0  | 1 | 0 | 1 | 0  | 2  |

| 30 luglio | 30 luglio | 30 luglio        |
| Atleta 1  | Punteggio | Atleta 2         |
| --------- | --------- | ---------------- |
| Chen Jin  | 2 - 0     | Przemysław Wacha |

#### Gruppo M
| Atleta           | Pt | G | V | P | SV | SP |
| ---------------- | -- | - | - | - | -- | -- |
| Kevin Cordón     | 2  | 2 | 2 | 0 | 4  | 2  |
| Rajiv Ouseph     | 1  | 2 | 1 | 1 | 3  | 3  |
| Henri Hurskainen | 0  | 2 | 0 | 2 | 2  | 4  |

| Atleta 1         | Punteggio | Atleta 2         |
| 28 luglio        | 28 luglio | 28 luglio        |
| ---------------- | --------- | ---------------- |
| Henri Hurskainen | 1 - 2     | Kevin Cordón     |
| 29 luglio        |           |                  |
| Rajiv Ouseph     | 2 - 1     | Henri Hurskainen |
| 31 luglio        |           |                  |
| Rajiv Ouseph     | 1 - 2     | Kevin Cordón     |

#### Gruppo N
| Atleta            | Pt | G | V | P | SV | SP |
| ----------------- | -- | - | - | - | -- | -- |
| Sho Sasaki        | 1  | 1 | 1 | 0 | 2  | 0  |
| Virgil Soeroredjo | 0  | 1 | 0 | 1 | 0  | 2  |

| 29 luglio  | 29 luglio | 29 luglio         |
| Atleta 1   | Punteggio | Atleta 2          |
| ---------- | --------- | ----------------- |
| Sho Sasaki | 2 - 1     | Virgil Soeroredjo |

#### Gruppo O
| Atleta         | Pt | G | V | P | SV | SP |
| -------------- | -- | - | - | - | -- | -- |
| Taufik Hidayat | 2  | 2 | 2 | 0 | 4  | 0  |
| Pablo Abián    | 1  | 2 | 1 | 1 | 2  | 2  |
| Petr Koukal    | 0  | 2 | 0 | 2 | 0  | 4  |

| Atleta 1       | Punteggio | Atleta 2    |
| 28 luglio      | 28 luglio | 28 luglio   |
| -------------- | --------- | ----------- |
| Taufik Hidayat | 2 - 0     | Petr Koukal |
| 29 luglio      |           |             |
| Pablo Abián    | 2 - 0     | Petr Koukal |
| 31 luglio      |           |             |
| Taufik Hidayat | 2 - 0     | Pablo Abián |

#### Gruppo P
| Atleta      | Pt | G | V | P | SV | SP |
| ----------- | -- | - | - | - | -- | -- |
| Lin Dan     | 1  | 1 | 1 | 0 | 2  | 0  |
| Scott Evans | 0  | 1 | 0 | 1 | 0  | 2  |

| 30 luglio | 30 luglio | 30 luglio   |
| Atleta 1  | Punteggio | Atleta 2    |
| --------- | --------- | ----------- |
| Lin Dan   | 2 - 0     | Scott Evans |